# Capgrossos de la Colla del Drac del Poblenou
Els Capgrossos de la Colla del Drac del Poblenou són dos cabuts del barri barceloní del Poblenou que s'anomenen Jaume i Mercè. Ell representa un boter, professió molt coneguda a la Catalunya de final del XIX i principi del XX, especialment en aquest barri, on els magatzems de vi i licors tenien tanta importància. Ella figura una dona vestida amb roba de fer feina i carregada amb un cabàs, i vol recordar les treballadores que sempre han donat vida al barri.
Les figures foren cedides anònimament a la Colla del Drac l'any 2007 i són una de les moltes parelles que l'Agrupació Mútua va regalar a totes les capitals de comarca catalanes amb motiu del seu aniversari. Són obra del taller Sarandaca i van ser construïdes el 2001. Els membres de la Colla del Drac s'encarregaren d'adaptar-los a la idiosincràsia del barri i de la indumentària en tingué cura Mar Grañena.
Amb la incorporació de les noves figures, la colla va decidir de cercar-los una ocasió festiva del barri que poguessin protagonitzar, i des de llavors animen cada any la fira de les Festes de Maig. També participen, amb més figures de la colla, en cercaviles i trobades del barri i d'arreu de la ciutat, sempre duts pels portadors més joves de la Colla del Drac del Poblenou. Quan no surten es poden veure al Centre d'Imatgeria Festiva Can Saladrigas, on són exposats permanentment amb les altres figures del barri.